# Los Bandoleros de Teno
Los Bandoleros de Teno es un grupo de rock chileno formado por Roberto Bufalo Marchant (guitarra y voz), Alex Gavilán Marchant (guitarra), 
Robinson Blinky Astorga (bajo) y Rodrigo Semilla Larach (batería).

## Historia
Los Bandoleros se formaron a principios de los años 1990, bajo el nombre de Los Insolentes. Luego, tomaron su nombre definitivo de una antigua leyenda de su pueblo de origen, Teno.
En 1996 llegan a Santiago donde graban su primer éxito "Angustiado Desahuciado", con influencias del rockabilly y otros estilos, fusión que ellos llamaron "rock campirano".
En 1998 graban para el sello Sony Music su primer larga duración llamado "Los Bandoleros", del cual se extraen tres singles: "El Búfalo"," El As" y "Caldo de gallina negra". De este último tema realizan su primer videoclip rodado completamente en el ambiente rural de su pueblo natal, logrando gran rotación en canales de música y de televisión abierta. Después de presentarse en los escenarios más importantes del rock nacional, entraron en receso para retornar luego a la actividad.

### Sus comienzos
La agrupación es oriunda del pueblo de Teno, en la Región del Maule. Comenzó su carrera a principios de los '90 y su nombre está inspirado en leyendas locales de "Los Cerrillos de Teno", sector que sirvió de refugio a bandidos en el período colonial de Chile, lugar en donde asaltaban a viajeros que transitaban entre Chimbarongo y Curicó, en la denominada Ruta de la Independencia.
Sus influencias son el blues de Elmor James, Muddy Waters, Jeff Reno, Robert Johnson y Jimmy Reed, el rock and roll de Chuck berry, Gene Vincent, Eddie Cochran, Buddy Holly, el folk de Johnny Cash y Bob Dylan, además de boleros, rancheras, cumbias y rockabilly.
En 1996, los hermanos Marchant y Astorga, deciden radicarse en Santiago, donde suman al baterista Rodrigo Semilla Larach, lo que que potencia aún más el sonido. Durante esa época tocan en eventos, discoteques y púbs. Búfalo, acompañado de su inseparable guitarra Tenocaster logra cautivar a los oyentes que presenciaban sus apariciones en los escenarios, con inconfundibles riffs de country blues y rockabilly.
La agrupación destaca por su identidad y carisma. "Se les busca vivos y no muertos, son de extrema peligrosidad, porque su música produce reacciones incontrolables en las personas, se les busca por portar guitarras de fuegos y con ellas haber dado en el blanco del éxito", publicó por esa época el diario El Centro de Talca.
Con su primer tema, "Angustiado Desahuciado", logran introducirse en los primeros lugares de los rankings nacionales de radio y televisión. La banda rápidamente se instala en los circuitos de rock chileno, como una de las bandas más interesantes, con una propuesta nueva, alegre y contagiosa.
Debido al gran éxito de las presentaciones y gran rotación radial del tema, a fines de 1998 lanzan a fines su primera producción discográfica homónima, bajo el sello Sony Music. Este disco aporta a la parrilla del rock chileno temas exitosos como "El Búfalo", "Caldo de Gallina Negra" y "El As", además del popular "Angustiado Desahuciado". Todas las radios programan sus temas y son invitados por las emisoras a tocar en programas de sesiones al aire de música en vivo.
Con un contrato de cinco discos para Sony Music, trabajan un solo LP con la multinacional. En 2000. y en mutuo acuerdo con la compañía, deciden poner fin al contrato. Algunas causas fueron el pirateo y la llegada de la crisis asiática, que influyo en las compañías a bajar la inversión y la promoción de discos locales en Chile.
Pese a toda la inestabilidad del mercado musical que había ese momento, se posicionan como una de los mejores grupos de rock chileno. Conciertos y giras por todo el país, apariciones en programas de televisión, y la crítica, así lo confirman. "Los puntos más altos del show bastante parejo, se vieron con las bandas: Los Tres, Illapu, Los Bandoleros, Santiago del Nuevo Extremo, Lucybell, Congreso y Jorge González. (Extracto de artículo “Artistas le cantaron a la democracia y la libertad ante 150 mil personas”, La Cuarta, Enero del 2001).

### Motel Pantano y Teno
En 2001, Los Bandoleros graban su segundo disco, "Motel Pantano", que contiene con 11 canciones y un bonus track y con Leonardo Zapallo Clavería en armónica. Asimismo, la placa contó con la participación de importantes músicos invitados como Ángel Parra, Michelle Espinosa (Mama Soul), Diego Fontecilla (Elso Tumbay) y Gabriel Henríquez.
El disco fue coproducido por el músico tejano David Cladel, quien además participa grabando algunas guitarras distorsionadas en "Drama Hogareño" y "Perro Flojo".
El trabajo duro y absorbente de cinco años sin vacaciones les pasa la cuenta. Debido al cansancio, stress y rock and roll acumulados, Los Bandoleros dejan de tocar en el año 2002. El retiro se hace de una forma discreta, sin noticia alguna de este suceso.
La banda se toma un receso y sus integrantes retoman el anonimato y hacen vidas normales. Algunos dedican tiempo al descanso, estudio, trabajo y composición de nuevas canciones, que posteriormente servirán para nuevos trabajos.
En 2003 se reedita su disco "Motel Pantano" por el sello Warner Music. Casualmente se enteraron del lanzamiento del álbum al mercado cuando uno de los integrantes revisaba discos en los estantes de una tienda, inmerso en una gran sorpresa lo compró.
De este disco se extrajo el tema "Picaflor", que se incluyó en un CD compilatorio de la teleserie de TVN Los Pincheiras.
En el año 2009 firman un contrato con el sello discográfico Feria Music, con el que publicarían su tercer disco titulado "Teno".
"Teno" es considerado un isco de sonido potente y cálido, que revive y captura la esencia de las grabaciones análogas en cinta magnética. Los Bandoleros registran en vivo cada una de las canciones en esta placa, utilizando instrumentos clásicos, de lujo, que otorgan la frescura de hoy mezclada con la pureza del sonido vintage. La sensibilidad musical y la dirección de Álvaro Henríquez como productor logra un resultado de excelencia.
"Teno" tiene temáticas populares, historias y vivencias que se mezclan con ritmos del folk, rancheras, tonadas, country, rock y blues. Este registro, según la escena musical chilena, es uno de los mejores discos editados en 2010 y corona la experiencia y solidez del sonido inconfundible de la banda.
A mediados del mes de agosto se comienza la grabación del disco, grabado en cinta magnética de 2” en 24 pistas, utilizando amplificadores a tubos, pedales análogos, instrumentos y guitarras antiguas, Hofner, Fender, Grestch, Silvertone, además de clásicos micrófonos; Neumann, Astatic, AKG, etc. Un arsenal de lujo, es así como se registran en vivo, cada una de las canciones de esta placa.
La masterización del disco se efectuó en los estudios de Mastering de Joaquín García.
En su reencuentro con los medios de comunicación, Los Bandoleros han tenido importantes apariciones en diarios, Radios y programas de televisión abierta y Cable.
En estas apariciones recordaron sus éxitos anteriores y adelantos de su nuevo disco, como en el programa “Pollo En Conserva”, donde fueron recibidos por Claudia Conserva Y Pollo Valdivia, obteniendo un alto nivel de rating.
Otra visita importante fue al programa “Sin Dios Ni Late” de Julio Cesar Rodríguez en Zona Latina (televisión por cable), donde Los Bandoleros se presentan tocando en vivo y con sonido directo, registrando una aparición de antología de la banda.

## Discografía
1. Los Bandoleros - Sony Music (1998)
2. Motel Pantano - Warner Music (2003)
3. TENO - Feria Music (2010)

## Integrantes
- Alex Marchant - guitarra y voz
- Roberto Marchant - guitarra
- Robinson Astorga - bajo
- Rodrigo Larach - batería